# RSI Rete Uno
RSI Rete Uno (també coneguda com a Rete Uno i antigament com Radio Monte Ceneri) és el primer programa de ràdio de la Radiotelevisione svizzera di lingua italiana (RSI). És una emissora de caràcter generalista, i és l'emissora més escoltada en la Suïssa italiana.

## Història
El 7 de juliol de 1930, el Gran Consell del Tesino va aprovar el decret legislatiu per a la creació d'un ens autònom per a la radiodifusió en la Suïssa italiana (EARSI). L'1 d'octubre de 1931 entra en funcions Felice Antonio Vitali en el càrrec de director del nou emissor.
El 29 d'octubre de 1933 neix oficialment Rete Uno (en aquella època Radio Monte Ceneri), amb la inauguració de les instal·lacions al Monte Ceneri.

## Programació
RSI Rete Uno transmet una programació generalista que inclou informatius, emissions polítiques, culturals i esportives, així com un elevat percentatge de cançons italòfones. No emet publicitat.
El programa més antic en antena és Voci del Grigione italiano, que porta emetent-se des del 25 de novembre de 1941.

## Dades tècniques
Les emissions experimentals van començar en 1932. En els anys 30 Monte Ceneri emetia en 257 metres, 1.167 kHz, amb 15 kW de potència.
Des dels anys cinquanta fins a 1978, emetia amb 50 kW de potència en la freqüència de 539 metres, 557 kHz. Des de 1979 fins a 2008 va emprar la freqüència de 558 kHz, i la potència es va elevar fins als 300 kW.
Les emissions d'ona mitjana van ser rebudes també al nord d'Itàlia durant dècades fins a la seva interrupció el 30 de juny de 2008 a les 22 hores, la qual cosa va provocar algunes queixes sobretot d'oïdors italians.
Actualment, Rete Uno es rep en freqüència modulada, via cable i en DAB+ en tot el territori suís, així com a través de streaming via internet i mitjançant satèl·lit a tot el món. Els senyals de freqüència modulada poden captar-se en algunes parts d'Àustria i Itàlia, i existeix un repetidor de freqüència modulada a Vaduz, Liechtenstein.